# 歴史にifはない
歴史にifはない（れきしにイフはない）は、歴史に対する概念。

## 概要
E・H・カーによる歴史に対する概念である。1961年にE・H・カーによって行われた講演では、歴史にifはないようなことが述べられていた。ここでは近現代史において未練たらしく、こうであったら良かったのにという思考を批判する趣旨でこのようなことが述べられていた。E・H・カーは歴史のifというのはサロンの余興であると批判している。多くの歴史家も歴史とは物事の原因を説明するのが役目であると考えているためにE・H・カーと同様に歴史にifはないとしている。だが全ての歴史家がこのようであるわけではなく、世界には歴史のifに関する論文や書籍も多数ある。1990年代の日本では太平洋戦争においてもし日本が勝っていたらや、8月15日以降も戦争が続いていたらどうなっていたかという架空戦記がよく売れていたが、学術的にこのような研究が行われるということはあまり無かった。だが東京大学教授の加藤陽子が、小松左京の『地には平和を』という玉音放送が無く阿南惟幾が首相となり戦争を継続するという作品を再評価するなどのこともある。
歴史にifはないとは反対に、歴史学者の中には歴史のifというものを有意義に考える者もいる。歴史学者のロバート・カウリーは、歴史のifの想像を巡らせることが、歴史に対する想像力を目覚めさせる手立てであるとしている。このことで自らが歴史を動かし、歴史の審判者の位置に着いているように大局的にその歴史的場面を見られるようになるためである。本郷和人は歴史にifはないというのは本当に正しいのかとしている。歴史を振り返って、もしあの時にあのようにしていたら場合には現在はどのようになっていたかを考えるのは無意味ではないとしている。歴史のifを考えることで歴史というのは単なる記録ではなく、物語としての面白さを取り戻し、より良い未来をつくるために役立つとしている。例えば太平洋戦争で逆転の目はなくなっていた1944年の段階で軍人や政治家が心を1つにして敗北を受け入れていれば死なないで済む命があったなどと考えることに意味はあるとする。戦争で亡くなった人々にはまだまだ先の人生があったはずのため。